# Il segreto della nostra vita
Il segreto della nostra vita (Guadalupe) è una telenovela statunitense del 1993. La serie è stata prodotta negli Stati Uniti da Telemundo e trasmessa in prima visione dal 1993. Gli interpreti principali sono Adela Noriega ed Eduardo Yáñez. La telenovela, prodotta e scritta da José Enrique Crousillat e Delia Fiallo, ed è il rifacimento della precedente telenovela venezuelana, La heredera del 1982. Adela Noriega e Eduardo Yáñez, avevano già fatto coppia in Dulce desafío, telenovela prodotta in Messico nel 1988 e rivolta a un pubblico di adolescenti.
In Italia è stata programmata da Rete 4 nel 1994. Dal marzo del 2007, Guadalupe, è stata riproposta da Rete 4 nel primo mattino con il titolo Il segreto della nostra vita. La serie è stata replicato dalle reti locali e da Lady Channel (2009).

## Trama
Miami, primi anni '70. Per avere il controllo dell'impero finanziario di famiglia, Luisa Zambrano ordina lo sterminio dei loro soci in affari, all'insaputa di suo fratello Ezechiele. La famiglia Mendoza viene dunque massacrata nel bel mezzo della festa di nozze della figlia minore Olivia. Quest'ultima riesce a salvarsi insieme al nipotino Alfredo, entrambi giurano vendetta contro gli Zambrano.
Ezechiele scopre che Yolanda, la sua cameriera, aspetta un figlio da lui e la licenzia poiché ella non vuole abortire. La giovane muore dando alla luce una bambina, Guadalupe. La bambina cresce con Carolina, la migliore amica di sua madre.
Vent'anni dopo, Alfredo si è introdotto in casa Zambrano sotto falso nome come avvocato di famiglia e uomo di fiducia di Luisa. Lo scopo è rovinare economicamente la famiglia.
Ezechiele non tollera l'assenza di scrupoli di Luisa e medita di estrometterla dagli affari di famiglia; Luisa ne fa sabotare l'auto facendola esplodere. In punto di morte Ezechiele nomina la figlia Guadalupe, che non ha mai incontrato, sua erede universale e chiede al suo avvocato e amico Antonio Infante di ritrovarla.
Guadalupe, cresciuta in un quartiere povero, è una ragazza dolce, innocente e molto ingenua, claudicante dalla nascita per un problema occorso durante il parto, il suo hobby è creare pupazzi coi quali allestisce spettacoli per bambini. La ragazza si trasferisce nella casa paterna dove però subisce l'odio di Luisa e il disprezzo dei cugini. L'unica consolazione è aver ritrovato Alfredo, conosciuto casualmente nei giorni precedenti, e del quale si era innamorata a prima vista. Alfredo però non ha alcun interesse per lei.
Dietro ordine di Luisa, Alfredo trova il testamento di Ezechiele prima dell'apertura ufficiale. A Luisa, che intende sostituire il documento con un falso in suo favore, dirà però di non aver trovato nulla. Alfredo decide quindi di sedurre e circuire Guadalupe per sposarla e ottenere il controllo del suo patrimonio. Guadalupe, che vede Alfredo come un principe azzurro, si illude che il sogno si stia avverando.
Il giorno della lettura del testamento, Luisa reagisce violentemente contro la nipote che dal canto suo è impaurita dalla nuova situazione e non è interessata ad assumere un ruolo di comando. Alfredo incita invece Guadalupe ad accettare l'eredità e si offre di aiutarla nella gestione del patrimonio. Antonio, che non ha mai visto Alfredo di buon occhio, raccomanda più volte Guadalupe di non fidarsi ma lei è troppo innamorata. Quando Alfredo ne chiede la mano, Guadalupe è al settimo cielo e accetta immediatamente, non sospettando del futuro marito nemmeno quando le fa firmare una delega su tutti i suoi beni. I due si sposano con una cerimonia civile molto sbrigativa.
Durante la luna di miele, trascorsa in una piccola casa di campagna, Alfredo conosce realmente sua moglie e finisce per innamorarsi davvero di lei dimenticandosi quasi completamente della vendetta. I due sposi vengono però raggiunti da Olivia che facendo leva sul senso di colpa del nipote, lo convince a rispettare il suo piano. Di ritorno dal viaggio di nozze, Alfredo getta la maschera e rivela tutto a Guadalupe umiliandola e cacciandola di casa brutalmente.
Guadalupe, distrutta, torna a casa Zambrano dove però la sua famiglia si mostra preoccupata solo per le sorti del patrimonio e tenta di ingraziarsi la ragazza per chiederle denaro. Alfredo invece torna in Italia dalla ex moglie, Fabiana.
Sentendosi umiliata e tradita tanto da Alfredo quanto dalla sua famiglia, Guadalupe improvvisamente reagisce e abbandona il suo carattere docile e remissivo. Durante una discussione tra i suoi famigliari prende il controllo della situazione e rivendica il ruolo di legittima padrona di casa di fronte a tutti; quando Luisa tenta di umiliarla ancora, Guadalupe la schiaffeggia di fronte al marito e ai figli e pone a tutti la medesima condizione: accettare le sue disposizioni o andarsene. Luisa e suo marito abbandonano casa Zambrano mentre i tre figli decidono di restare.
Guadalupe decide anche di assumere la dirigenza delle imprese di famiglia per salvarle dal tracollo finanziario in cui Alfredo le stava trascinando, per questo si affida ad Antonio. Da ultimo decide anche di sottoporsi a un'operazione per risolvere il problema alla gamba e di cambiare totalmente il suo aspetto propendendo per un'immagine di se stessa pur sempre affascinante ma signorile e temibile. 
Alfredo non riesce a dimenticare Guadalupe e torna a Miami per chiederle perdono. Il giovane tenta di convincerla in ogni modo del suo amore ma di fronte all'ostinazione e al rifiuto, perde il controllo e la violenta. Tempo dopo, Guadalupe scopre di essere incinta, motivo in più per Alfredo per avvicinarsi a lei, arrivando perfino a imporle una convivenza forzata per impedirle di abortire e di prendersi cura della sua gravidanza. Fabiana, giunta a Miami, è fermamente decisa a tornare con Alfredo, questi però si sente sempre più legato a Guadalupe e al bambino che sta per nascere. Accecata dalla gelosia Fabiana tenta di uccidere Guadalupe: la investe con la sua auto ma perde il controllo della vettura e si schianta contro un camion morendo sul colpo. Guadalupe viene ricoverata in gravi condizioni. I medici hanno poche speranze tanto per la sua vita quanto per quella del bambino, che nasce prematuro, ma entrambi si salvano. Alfredo, rimasto sempre accanto a Guadalupe durante il periodo in ospedale, è deciso più che mai a ottenere il suo perdono: dopo innumerevoli tentativi, le sue suppliche sembrano riuscire a fare breccia nel cuore della ragazza.
Per separare i due, Olivia fa rapire il piccolo Luigi Antonio. Quando si rende conto che il bambino le è stato rapito, Guadalupe subisce uno shock tanto grande da perdere la memoria; in breve tempo le sue condizioni psichiche si aggravano al punto che i suoi famigliari, di comune accordo, decidono di internarla in una clinica psichiatrica. Il bambino di Guadalupe, creduto morto, è stato preso in affido da Rita e Leonardo, una coppia che da tempo desiderava dei figli. Per entrambi il piccolo è come una benedizione e, ignari della sua identità, in poco tempo gli si affezionano. 
Nel manicomio in cui è ricoverata, Guadalupe trascorre momenti terribili e Olivia, con la complicità del suo uomo di fiducia e delle infermiere, tenta più volte di ucciderla. Fortunatamente la ragazza può contare sull'appoggio di Diego, un giovane alcolizzato ospite della clinia, che riesce a salvarla più volte da una morte sicura. Nel frattempo Alfredo subisce un attentato e viene ricoverato in fin di vita riuscendo però a salvarsi. Autore dell'attentato è Arendo, l'uomo di fiducia di Olivia, che se da un lato obbedisce agli ordini della sua padrona, dall’altro si dichiara disposto a compiacere Luisa. Olivia ordisce un piano per eliminare definitivamente Guadalupe ma la ragazza grazie all’aiuto di Diego riesce a fuggire e a mettersi in salvo. Di lei si perde ogni traccia e quando in un fiume viene ritrovata la sua borsa, la giovane viene dichiarata morta. 
Grazie ad alcuni dettagli, Rita scopre che Luigi Antonio è il figlio di Guadalupe e ne parla a Leonardo, il quale, sconvolto e addolorato, riporta immediatamente il bambino ad Alfredo. L’uomo è felicissimo di aver ritrovato il figlio ma allo stesso tempo è addolorato e furente perché Guadalupe non può condividere con lui questa felicità. Decide pertanto di svolgere delle indagini per scoprire chi si nasconda dietro il rapimento del bambino.
Nel frattempo la polizia riesce a scoprire i crimini di Arendo e inizia a dargli una caccia senza tregua. Durante una sparatoria, l'uomo rimane ferito a morte ma prima di morire confessa ad Alfredo di aver fatto rapire il figlio di Guadalupe per ordine di Olivia. L'uomo, sconvolto e furibondo, affronta la zia e decide di non rivederla mai più. 
Intanto Diego continua a prendersi cura di Guadalupe e, innamoratosi di lei, fa il possibile perché la ragazza, che nel frattempo ha recuperato la memoria, tagli i ponti con il passato. Inoltre, per paura che la giovane possa incontrare qualche familiare, la convince a trasferirsi a Los Angeles assieme a lui. 
Guadalupe trova lavoro in una profumeria: qui, un giorno, incontra casualmente Alfredo. La giovane finge di non riconoscerlo e si fa chiamare in altro modo, ma, nonostante tutto, Alfredo si rende immediatamente conto che la donna che ha di fronte è proprio sua moglie, che in cuor suo credeva ancora viva. Il giovane fa di tutto per riavvicinarsi a Guadalupe ma non può evitare di scontrarsi con Diego, inoltre preferisce non rivelarle ancora di aver ritrovato suo figlio poiché teme per la sua salute mentale. Guadalupe decide infine di affrontare il suo passato e torna a casa. 
Olivia tenta inutilmente di riconciliarsi con il nipote, persa ogni speranza decide di togliersi la vita affrontando la sua antica rivale, Luisa, totalmente disarmata. Dopo aver ucciso Olivia, Luisa da tempo in preda alla follia, si annega in mare.
Guadalupe si riavvicina ad Alfredo ma Diego le rivela che Luigi Antonio è stato ritrovato e che il marito l'ha tenuta all'oscuro volutamente. La giovane riabbraccia suo figlio ma allontana nuovamente Alfredo. Questi, nonostante tutto, non si dà per vinto così che durante un viaggio d'affari, i due si riconciliano definitivamente.
Tutto sembra essersi risolto fra i due innamorati, tuttavia Diana, incapricciata di Alfredo, minaccia di togliersi la vita. Guadalupe, malgrado tutto, non si lascia intimorire. Non vedendo altra alternativa, Diana cerca di togliersi la vita ma interviene Carlo, suo patrigno, che riesce a farla desistere. Dopo aver chiesto perdono alla cugina, Diana decide di partire per un viaggio. 
Finalmente Guadalupe e Alfredo possono risposarsi e vivere assieme al loro bambino, con grande gioia della famiglia.